# Partido Progresista del Pueblo Obrero
El Partido Progresista del Pueblo Obrero (en griego: Ανορθωτικό Κόμμα Εργαζόμενου Λαού) (ΑΚΕΛ / AKEL), es un partido comunista de Chipre. Promueve un Chipre desmilitarizado y no alineado, y una solución federal para el problema interno de la isla entre griegos y turcos, enfrentados desde la invasión de Turquía a Chipre de 1974. Pone especial énfasis en el acercamiento a la República Turca del Norte de Chipre.

## Historia
El partido fue fundado en 1926 con el nombre de Partido Comunista de Chipre. Poco después, en 1931, fue ilegalizado por su carácter independentista, al oponerse al dominio colonial británico en la isla. En 1941 adoptó el nombre actual y en las elecciones municipales de 1943 consiguió las alcaldías de Limassol y Famagusta, dos de las principales ciudades del país. Aunque no era contrario a la enosis, se opuso a la lucha armada del EOKA, y este les acusó de colaboracionismo con los británicos, aunque el AKEL fue declarado ilegal en 1955. La EOKA fue responsable de varios asesinatos de militantes comunistas. Mientras, también fue atacado por miembros de la Organización de la Resistencia Turca, una organización nacionalista de la parte turca de Chipre, que asesinó a Fazıl Önder (dirigente del AKEL) en 1958. El último miembro turcochipriota del Comité Central de AKEL, Derviş Ali Kavazoğlu, fue asesinado en 1965 por el TMT. 
Fue el partido más votado en las elecciones legislativas de 2001 y 2006, formando gobierno en ambas ocasiones. En las elecciones presidenciales de 2008 el partido fue elegido por el 53% de la población para gobernar el país, ascendiendo así Dimítris Christófias a la presidencia. En las elecciones de 2013, con el país sumido en una grave crisis económica, el partido fue relevado del gobierno. Niyazi Kızılyürek fue elegido eurodiputado en 2019 por AKEL, convirtiéndose en el primer turco-chipriota en entrar en el Parlamento Europeo y rompiendo así lo que se consideraba un tabú en la isla. AKEL aboga por la creación de un Estado federal en el que convivan grecochipriotas y turcochipriotas.

## Resultados electorales

### Cámara de Representantes
| Año   | Votos     | %     | Escaños | +/-         |
| ----- | --------- | ----- | ------- | ----------- |
| 1960  | 51.719    | 37,71 | 5/50    |             |
| 1970  | 79.666    | 35,67 | 9/35    | 4           |
| 1976a | 1.242.476 | 71,89 | 9/35    | Sin cambios |
| 1981  | 95.364    | 32,77 | 12/35   | 3           |
| 1985  | 87.628    | 27,43 | 15/56   | 3           |
| 1991  | 104.771   | 30,63 | 18/56   | 3           |
| 1996  | 121.958   | 33,00 | 19/56   | 1           |
| 2001  | 142.648   | 34,71 | 20/56   | 1           |
| 2006  | 131.066   | 31,13 | 18/56   | 2           |
| 2011  | 132.171   | 32,67 | 19/56   | 1           |
| 2016  | 90.204    | 25,67 | 16/56   | 3           |
| 2021  | 79.913    | 22,34 | 15/56   | 1           |

a En coalición con el Partido Democrático y el EDEK.

### Elecciones presidenciales
|  | 56.50 % |

|  | 30.10 % |

|  | 51.60 % |

|  | 44.20 % |

|  | 49.70 % |

|  | 40.60 % |

|  | 49.20 % |

|  | 51.51 % |

|  | 33.29 % |

|  | 53.36 % |

|  | 26.91 % |

|  | 42.52 % |

|  | 30.24 % |

|  | 44.01 % |

|  | 29.60 % |

|  | 48.08 % |

a Candidato conjunto con el Partido Democrático.
b Candidato independiente apoyado por el partido.

## Secretarios generales
- 1936-1945: Ploutis Servas
- 1945-1949: Fifís Ioannou
- 1949-1989: Ezekias Papaioannou
- 1989-2009: Dimítris Christófias
- 2009-2021: Andros Kyprianou
- 2022-Presente: Stefanos Stefanou